# Syntrechalea adis
Espèce
Syntrechalea adis est une espèce d'araignées aranéomorphes de la famille des Trechaleidae.

## Distribution
Cette espèce se rencontre au Brésil dans les États d'Amazonas et du Pará, au Suriname, au Venezuela dans l'État de Bolívar et au Pérou dans la région de Loreto,,.

## Description
La carapace du mâle holotype mesure 3,3 mm de long sur 3,3 mm de large et l'abdomen 4,2 mm de long et celle de la femelle paratype mesure 3,0 mm de long sur 2,8 mm de large et l'abdomen 3,5 mm de long.

## Étymologie
Cette espèce est nommée en l'honneur de Joachim Adis.

## Publication originale
- Carico, 2008 : Revision of the Neotropical arboreal spider genus Syntrechalea (Araneae, Lycosoidea, Trechaleidae). Journal of Arachnology, vol. 36, no 1, p. 118-130 (texte intégral).